# Jacob Fortune-Lloyd
Jacob Fortune Lloyd és un actor anglès conegut pel seus papers com a Francis Weston a la sèrie de la BBC Wolf Hall el 2015, com a Francesco Salviati a Medici el 2018, i com a D.L.Townes en quatre episodis de la sèrie dramàtica de Netflix sobre un prodigi en escacs a The Queen's Gambit el 2020.
Fortune-Lloyd va néixer al districte de l'oest de Londres Hillingdon. Va estudiar a la Universitat d'Oxford on va obtenir un Bachelor of Arts en literatura anglesa. Després va anar a formar-se a la Guildhall School of Music and Drama, d'on es graduà el 2014.
Com a actor de teatre, Fortune-Lloyd va aparèixer a nombroses produccions de la Royal Shakespeare Company i d'altres companyies, incloent-hi La importància de ser Frank, El marxant de Venècia The Moderate Soprano, Macbeth i Otel·lo
Fortune-Lloyd va fer d'arquebisbe Francesco Salviati a la sèrie dramàtica medieval Medici el 2018, i va fer d'oficial de la flota sith a Star Wars: L'ascens de Skywalker (Episodi IX). Fortune-Lloyd va interpretar Francis Weston en 5 episodis de la sèrie guardonada amb el premi BAFTA Wolf Hall amb Mark Rylance, Claire Foy i Jonathan Pryce.
Fortune-Lloyd va fer de DL Townes en una episodis de la minisèrie de Netflix sobre escacs The Queen's Gambit amb Anya Taylor-Joy.

## Filmografia

### Pel·lícules
| Any  | Títol                            | Role                     |
| ---- | -------------------------------- | ------------------------ |
| 2017 | Crooked House                    | Brent                    |
| 2019 | Star Wars: L'ascens de Skywalker | Oficial de la flota sith |

### Teatre
| Any  | Títol                                              | Notes         |
| ---- | -------------------------------------------------- | ------------- |
| 2015 | Royal Shakespeare Company: El marxant de Venècia   | Bassanio      |
| 2015 | Royal Shakespeare Company:Otel·lo                  | Cassio        |
| 2018 | Temporada Oscar Wilde: La importància de ser Frank | John Worthing |

### Televisió
| Any  | Títol                   | Paper              | Notes                    |
| ---- | ----------------------- | ------------------ | ------------------------ |
| 2015 | Wolf Hall               | Francis Weston     | 5 episodis               |
| 2016 | The Living and the Dead | Home dels 1920     | Episodi 6                |
| 2017 | The Collection          | Cesar              | 3 episodis               |
| 2018 | Medici                  | Francesco Salviati | Temporada 2 - 7 episodis |
| 2018 | Endeavor                | Don Mercer         | Temporada 5, episodi 3   |
| 2020 | Strike Back             | Spiegel            | 2 episodis               |
| 2020 | The Queen's Gambit      | D.L. Townes        | 4 episodis               |